# Leigh Harline
Leigh Harline, född 26 mars 1907 i Salt Lake City i Utah, död 10 december 1969 i Long Beach i Kalifornien, var en amerikansk tonsättare. På 1920-talet flyttade Harline till Hollywood och fick anställning hos Walt Disney Productions. Han komponerade bland annat musiken till Snövit och de sju dvärgarna (1937), Pinocchio (1940) och Musse Pigg-filmer. Mest känd är "Ser du stjärnan i det blå?" ("When You Wish Upon a Star"), som han fick en Oscar för bästa sång för.

## Svensk anknytning
Leigh Harline var det yngsta av 13 barn. Hans föräldrar, indelte soldaten Carl Härlin och hans hustru Johanna Matilda, kom från byn Härfsta i Simtuna socken år 1891. De hade blivit mormoner och ville till mormonstaden i Utah. I USA ändrade de efternamnet till Harline.